# Futbol'ny Klub Minsk
El Futbol'ny Klub Minsk, en belarús ФК Мінск, és un club de futbol belarús de la ciutat de Minsk.

## Història
El club nasqué l'any 2006 a partir del club FK Smena Minsk, del qual en comprà la llicència. L'any 2013 es proclamà campió de copa. A més, l'equip femení guanyà la lliga el 2013.

## Palmarès
- Copa belarussa de futbol:
  - 2012-13
- Lliga belarussa femenina de futbol:
  - 2013

## FC Minsk a Europa
| Temporada | Competició         | Ronda | Club          | Anada | Tornada   | Total        |             |
| --------- | ------------------ | ----- | ------------- | ----- | --------- | ------------ | ----------- |
| 2011-12   | UEFA Europa League | 1Q    | AZAL Baku     | 1-1   | 2-1       | 3-2          | Classificat |
| 2011-12   | UEFA Europa League | 2Q    | Gaziantepspor | 1-1   | 1-4       | 2-5          | Eliminat    |
| 2013-14   | UEFA Europa League | 2Q    | Valletta      | 1-1   | 2-0       | 3-1          | Classificat |
| 2013-14   | UEFA Europa League | 3Q    | St. Johnstone | 0-1   | 1-0 (pr.) | 1-1 (3-2 p.) | Classificat |
| 2013-14   | UEFA Europa League | PO    | Standard      | 0-2   | 1-3       | 1-5          | Eliminat    |

Notes
- Els partits a casa en negreta.
- 1Q: Primera ronda classificatòria
- 2Q: Segona ronda classificatòria
- 3Q: Tercera ronda classificatòria
- PO: Ronda eliminatòria (play-off)